# قائمة قرارات مجلس الأمن التابع للأمم المتحدة لعام 1990
تتضمن قائمة قرارات مجلس الأمن التابع للأمم المتحدة لعام 1990 جميع القرارات الصادرة عن مجلس الأمن التابع للأمم المتحدة خلال العام 1990.

## القائمة
| رقم القرار | الرمز           | نص القرار                         | موضوع القرار                               |
| ---------- | --------------- | --------------------------------- | ------------------------------------------ |
| 647        | S/RES/647(1990) | نص الوثيقة على موقع الأمم المتحدة | الحالة في أفغانستان                        |
| 648        | S/RES/648(1990) | نص الوثيقة على موقع الأمم المتحدة | الحالة في الشرق الأوسط                     |
| 649        | S/RES/649(1990) | نص الوثيقة على موقع الأمم المتحدة | الحالة في قبرص                             |
| 650        | S/RES/650(1990) | نص الوثيقة على موقع الأمم المتحدة | الحالة في أمريكا الوسطى                    |
| 651        | S/RES/651(1990) | نص الوثيقة على موقع الأمم المتحدة | الحالة بين إيران والعراق                   |
| 652        | S/RES/652(1990) | نص الوثيقة على موقع الأمم المتحدة | قبول جمهورية ناميبيا عضوا في الأمم المتحدة |
| 653        | S/RES/653(1990) | نص الوثيقة على موقع الأمم المتحدة | الحالة في أمريكا الوسطى                    |
| 654        | S/RES/654(1990) | نص الوثيقة على موقع الأمم المتحدة | الحالة في أمريكا الوسطى                    |
| 655        | S/RES/655(1990) | نص الوثيقة على موقع الأمم المتحدة | الحالة في الشرق الأوسط                     |
| 656        | S/RES/656(1990) | نص الوثيقة على موقع الأمم المتحدة | الحالة في أمريكا الوسطى                    |
| 657        | S/RES/657(1990) | نص الوثيقة على موقع الأمم المتحدة | الحالة في قبرص                             |
| 658        | S/RES/658(1990) | نص الوثيقة على موقع الأمم المتحدة | الحالة فيما يتعلق بالصحراء الغربية         |
| 659        | S/RES/659(1990) | نص الوثيقة على موقع الأمم المتحدة | الحالة في الشرق الأوسط                     |
| 660        | S/RES/660(1990) | نص الوثيقة على موقع الأمم المتحدة | الحالة بين العراق والكويت                  |
| 661        | S/RES/661(1990) | نص الوثيقة على موقع الأمم المتحدة | الحالة بين العراق والكويت                  |
| 662        | S/RES/662(1990) | نص الوثيقة على موقع الأمم المتحدة | الحالة بين العراق والكويت                  |
| 663        | S/RES/663(1990) | نص الوثيقة على موقع الأمم المتحدة | قبول إمارة لختنشتاين عضوا في الأمم المتحدة |
| 664        | S/RES/664(1990) | نص الوثيقة على موقع الأمم المتحدة | الحالة بين العراق والكويت                  |
| 665        | S/RES/665(1990) | نص الوثيقة على موقع الأمم المتحدة | الحالة بين العراق والكويت                  |
| 666        | S/RES/666(1990) | نص الوثيقة على موقع الأمم المتحدة | الحالة بين العراق والكويت                  |
| 667        | S/RES/667(1990) | نص الوثيقة على موقع الأمم المتحدة | الحالة بين العراق والكويت                  |
| 668        | S/RES/668(1990) | نص الوثيقة على موقع الأمم المتحدة | الحالة في كمبودي                           |
| 669        | S/RES/669(1990) | نص الوثيقة على موقع الأمم المتحدة | الحالة بين العراق والكويت                  |
| 670        | S/RES/670(1990) | نص الوثيقة على موقع الأمم المتحدة | الحالة بين العراق والكويت                  |
| 671        | S/RES/671(1990) | نص الوثيقة على موقع الأمم المتحدة | الحالة بين إيران والعراق                   |
| 672        | S/RES/672(1990) | نص الوثيقة على موقع الأمم المتحدة | الحالة في الأراضي العربية المحتلة          |
| 673        | S/RES/673(1990) | نص الوثيقة على موقع الأمم المتحدة | الحالة في الأراضي العربية المحتلة          |
| 674        | S/RES/674(1990) | نص الوثيقة على موقع الأمم المتحدة | الحالة بين العراق والكويت                  |
| 675        | S/RES/675(1990) | نص الوثيقة على موقع الأمم المتحدة | الحالة في أمريكا الوسطى                    |
| 676        | S/RES/676(1990) | نص الوثيقة على موقع الأمم المتحدة | الحالة بين إيران والعراق                   |
| 677        | S/RES/677(1990) | نص الوثيقة على موقع الأمم المتحدة | الحالة بين العراق والكويت                  |
| 678        | S/RES/678(1990) | نص الوثيقة على موقع الأمم المتحدة | الحالة بين العراق والكويت                  |
| 679        | S/RES/679(1990) | نص الوثيقة على موقع الأمم المتحدة | الحالة في الشرق الأوسط                     |
| 680        | S/RES/680(1990) | نص الوثيقة على موقع الأمم المتحدة | الحالة في قبرص                             |
| 681        | S/RES/681(1990) | نص الوثيقة على موقع الأمم المتحدة | الحالة في الأراضي العربية المحتلة          |
| 682        | S/RES/682(1990) | نص الوثيقة على موقع الأمم المتحدة | الحالة في قبرص                             |
| 683        | S/RES/683(1990) | نص الوثيقة على موقع الأمم المتحدة | الوصاية للجزر التي كانت سابقا تحت الانتداب |

## المرجع
1. ↑  "قرارات مجلس الأمن". الأمم المتحدة. مؤرشف من الأصل في 2018-10-23. اطلع عليه بتاريخ 22 شباط / فبراير 2017. {{استشهاد ويب}}: تحقق من التاريخ في: |تاريخ الوصول= (مساعدة)